# Peter Kolosimo
Peter Kolosimo, pseudonyme de Pier Domenico Colosimo, (1922-1984) est un journaliste et écrivain italien. Il est l'un des fondateurs de l'astroarchéologie avec Erich von Däniken et il compte parmi les initiateurs de la fantarcheologia ou « archéologie-fiction ».

## Biographie
Né à Modène, en Émilie-Romagne, Peter Kolosimo demeura presque toute sa vie à Bolzano, dans le Trentin-Haut-Adige.
En 1969 il est récompensé par le Prix Bancarella, l'un des plus prestigieux prix littéraires italiens pour son ouvrage Non è terrestre.
Ses ouvrages ont été traduits dans plusieurs langues et, en français, aux éditions Albin Michel et J'ai lu dans la collection « L'Aventure mystérieuse ». Kolosimo fut également responsable de l'Association italienne d'études préhistoriques.
Il meurt à Milan en 1984.
En 2022, Wu Ming en a fait le héros (sous le nom de "Martin Zanka") de son roman Ufo 78.

## Principales publications
en français
- La planète inconnue, Albin Michel, 1974, trad. Simone de Vergennes (Il pianeta sconosciuto, 1959)
- Terre énigmatique, Albin Michel, 1970, trad. Simone de Vergennes, réédition J'ai Lu, 1973 (Terra senza tempo, 1964)
- Des ombres sur les étoiles, Albin Michel, 1970, trad. Simone de Vergennes (Ombre sulle stelle, 1966)
- Archéologie spatiale, Albin Michel, 1971, trad. Simone de Vergennes (Non è terrestre, 1968)
- Astronautes de la préhistoire, Albin Michel, 1972, trad. Simone de Vergennes (Astronavi sulla preistoria,1972)
- Le monde des rêves, Albin Michel, 1975, trad. Simone de Vergennes (Guida al mondo dei sogni, 1974)
- Odyssée stellaire, Albin Michel, 1976, trad. Simone de Vergennes (Odissea stellare, 1974)
- Frères de l'infini, Albin Michel, 1977, trad. Simone de Vergennes (Fratelli dell'infinito, 1975)

en italien
- (it) Polvere d'inferno (1975)
- (it) Italia mistero cosmico (1977)
- (it) Civiltà del mistero (1978)
- (it) Fiori di luna (1979)
- (it) Viaggiatori del tempo (1981)
- (it) I misteri dell'universo (1982, avec Caterina Kolosimo)
- (it) Ufo : destinazione terra (2022, anthologie posthume d'articles de Kolosimo sur les ovnis, sous la direction de Roberto Labanti et Edoardo Russo)